# موراي (دائرة انتخابية في المملكة المتحدة)
موراي (بالإنجليزية: Moray)‏ هي إحدى الدوائر الانتخابية في المملكة المتحدة الممثلة في مجلس العموم في برلمان المملكة المتحدة.
عضو البرلمان الذي يمثلها حالياً هو :Angus Robertson (SNP).